# Biträdande jurist
En biträdande jurist är en jurist som arbetar på advokatbyrå, men som inte är medlem i Sveriges advokatsamfund.
Som biträdande jurist arbetar man under tillsyn av en advokat och är underkastad samma advokatetiska regler som advokaten, alltså god advokatsed.
Av de vägledande reglerna om god advokatsed framgår att en advokat eller ett advokatbolag får anställa biträdande jurister och annan personal för att biträda i verksamheten. Om flera advokater driver verksamhet i advokatbolag skall dessa sinsemellan klargöra vem av dem som ansvarar för instruktion och tillsyn av övrig personal i olika avseenden. En
advokat som har sådant ansvar skall vidta de åtgärder som rimligen kan ankomma på advokaten för att säkerställa att personalen fullgör sina uppgifter på sätt som god advokatsed
kräver. Andra än jurister får inte självständigt biträda allmänheten. 